# Lālam
Lālam är en ort i Indien.   Den ligger i distriktet Kottayam och delstaten Kerala, i den södra delen av landet, 2 100 km söder om huvudstaden New Delhi. Lālam ligger 55 meter över havet och antalet invånare är 8 571.
Terrängen runt Lālam är platt åt sydväst, men åt nordost är den kuperad. Runt Lālam är det tätbefolkat, med 570 invånare per kvadratkilometer. Närmaste större samhälle är Erāttupetta, 9,3 km öster om Lālam. Omgivningarna runt Lālam är en mosaik av jordbruksmark och naturlig växtlighet.